# In nomine Domini
In nomine Domini (llatí: En el nom del Senyor) és una butlla papal escrita pel papa Nicolau II i un cànon del Concili de Roma. La butlla fou publicada el 13 d'abril de 1059 i va ser la Indicció dotzena. Va causar importants reformes en el sistema d'elecció papal, perquè va establir que només els cardenals podien participar en l'elecció del papa.

## Context
Abans de la publicació de la butlla, l'elecció del papa es decidia sovint per un procés electoral adulterat. L'Emperador Romà sovint nomenava directament el qui havia de succeir al papa difunt, o bé el mateix pontífex nomenava el seu successor. Aquest nomenament no era vàlid segons el dret canònic vigent i els electors legals havien de ratificar el nomenament, però la manera de procedir influïa indubtablement i la preferència imperial marcava l'elecció.
A la dècada del 1050 el cardenal Hildebrand, futur Gregori VII, va començar a canviar el ritu d'aprovació de l'Emperador Romà. El predecessor del papa Nicolau II, Esteve IX, havia estat elegit durant un període de confusió després de la mort d'Enric III del Sacre Imperi Romanogermànic i, dotze mesos després, la mort del Víctor II, a qui Enric III havia facilitat l'elecció. L'elecció d'Esteve IX va obtenir el consentiment de l'emperadriu regent, Agnès d'Aquitània, que va ignorar les gestions preliminars tradicionals i ni va esperar els cardenals per la nominació imperial.
Poc després del seu nomenament com a papa el 1058, a la mort d'Esteve IX, Nicolau II va convocar el sínode a Sutri, amb el suport d'un canceller imperial, que reprensentava els interessos de l'empeerador. La primera tasca del sínode va ser denunciar i excommunicar l'elecció irregular de l'antipapa Benet X, que era un titella del poderós Comte de Túsculum i que s'estava a Roma.
Acompanyat per tropes del Duc de Lorraine, Nicolau va fer camí cap a Roma, i Benet X va fugir. Nicolau va ser consagrat papa el 24 de gener de 1059 amb l'acceptació de la gent de Roma. Per evitar futures controvèrsies en les eleccions papals i frenar la influència externa de les parts no eclesiàstiques, a l'abril de 1059 va convocar un sínode a Roma. In nomine Domini va ser la codificació de les resolucions del sínode.

## Llegat
In nomine Domini va ser la primera de la sèrie de butlles que van reformar radicalment el procés d'elecció papal. No obstant, la butlla no va eliminar totalment la influència de la facció imperial. En canvi, el poder de l'emperador romà va ser gradualment erosionat des que va perdre el privilegi de nomenament papal, al Concordat de Worms de 1122.
La butlla també va ser clau en la reforma del Col·legi de Cardenals, que no va entrar plenament en vigor fins l'elecció del Papa Innocenci II el 1130. Als primers temps els cardenals es distingien com un grup separat pels més alts privilegis de l'Església, entre els que hi havia l'elecció del successor de Sant Pere.